# Abutilon andersonianum
Abutilon andersonianum är en malvaväxtart som beskrevs av Christian August Friedrich Garcke och Anderss.. Abutilon andersonianum ingår i släktet klockmalvor, och familjen malvaväxter. Inga underarter finns listade i Catalogue of Life.